# Црква у селу Горњи Закут
Црква се налазила у селу Горњи Закут, насељеном месту на територији општине Подујево, на Косову и Метохији. Припадала је Епархији рашко-призренске Српске православне цркве.
Храм се налазио десет километара северно од Подујева.

## Разарање цркве 1999. године
Храм је у потпуности уништен подметањем пожара упркос патролирању британског контингента КФОР-а.